# Kazuki Itō
Kazuki Itō (japanisch 伊藤 和基 Itō Kazuki; * 8. August 1987 in Matsudo) ist ein ehemaliger japanischer Fußballspieler.

## Karriere
Itō erlernte das Fußballspielen in der Schulmannschaft der Tokai University Urayasu High School und der Universitätsmannschaft der Tokai-Universität. Seinen ersten Vertrag unterschrieb er 2010 bei Arte Takasaki. Der Verein spielte in der dritthöchsten Liga des Landes, der Japan Football League. Für den Verein absolvierte er 42 Ligaspiele. 2012 wechselte er zum Ligakonkurrenten YSCC Yokohama. Am Ende der Saison 2013 stieg der Verein in die J3 League auf. Für den Verein absolvierte er 70 Ligaspiele. Ende 2014 beendete er seine Karriere als Fußballspieler.